# Parmeliella brisbanensis
Parmeliella brisbanensis är en lavart som först beskrevs av C. Knight, och fick sitt nu gällande namn av P. M. Jørg. & D. J. Galloway. Parmeliella brisbanensis ingår i släktet Parmeliella och familjen Pannariaceae.   Inga underarter finns listade i Catalogue of Life.